# 기장군의회
기장군의회는 부산광역시 기장군 지역을 관할하는 기초의회이다.